# Мишел Томас
Мишел Томас (рођен као Монијек Кроскоф, 3. фебруар 1914 − 8. јануар 2005) био је лингвиста и одликован ратни ветеран. 
Преживео је затвор у неколико различитих нацистичких концентрационих логора након што је служио у француском отпору и радио са контраобавештајним корпусима америчке војске током Другог светског рата. 
Након рата, Томас је емигрирао у Сједињене Државе, где је развио систем учења језика познат као "метода Мишел Томас". Војска САД га је 2004. године одликовала Сребрном звездом.

## Биографија

### Детињство
Томас је рођен у Лођу у Пољској, у богатој јеврејској породици која је поседовала текстилне фабрике. Када је имао седам година, родитељи су га послали у Бреслау, Немачка, где се уклопио. Успон нациста довео га је до одласка на Универзитет у Бордоу у Француској 1933. године, а потом и на Сорбону и Универзитет у Бечу.

### Други светски рат
Томасова биографија даје приказ његових ратних година. Када је Француска пала под власт нациста, живео је у Ници, под влашћу Вишија, променивши име у Мишел Томас како би лакше могао деловати у француском покрету отпора. Неколико пута је хапшен и послан у Камп де Миле, близу Екс ан Прованса. 
У августу 1942., Томас је ослобођен из Ле Мила користећи фалсификоване папире и упутио се у Лион, где су његове дужности за Отпор укључивале регрутовање јеврејских избеглица у организацију. У јануару 1943. ухапсио га је и испитивао Клаус Барби, пуштен тек након што је убедио официра Гестапоа да је аполитичан француски уметник. Касније ће сведочити на суђењу Барбију 1987. у Лиону.
У фебруару 1943., након што га је ухапсила, мучила и потом пустила француска паравојна милиција Вишија, придружио се командоској групи у Греноблу, а затим и контраобавештајном корпусу америчке војске. Када је Дахау ослобођен 29. априла 1945. године, Томас је сазнао где се налази Емил Махл ("вешалац Дахауа"), којег је Томас ухапсио два дана касније. Томас је заједно са колегом из ЦИЦ -а Тедом Краусом касније ухватио мајора СС -а Густава Книтела (тражен због његове улоге у масакру у Малмедију). Томас је такође осмислио послератну тајну операцију која је резултирала хапшењем неколико бивших официра СС-а. Чланак из Лос Анђелес Daily News из 1950. приписује Томасу хватање 2.500 нацистичких ратних злочинаца.
У последњој недељи Другог светског рата, Томас је имао кључну улогу у спасавању нацистичких докумената које је Гестапо послао да их претворе у папирницу у Фрејману, у Немачкој. Ово укључује светски досије са чланским картама више од десет милиона чланова нацистичке партије.
Након завршетка рата, Томас је сазнао да су његови родитељи и већина његове шире породице умрли у Аушвицу.

### Послератне године
1947. Томас је емигрирао у Лос Анђелес, где су му живели ујак и рођаци. Отворио је језичку школу на Беверли Хилсу под називом „Полиглотски институт“ (касније преименован у „Језички центар Мишел Томас“) и развио систем за учење језика познат као „метода Мишел Томас“, за који је тврдио да ће омогућити студентима да би након само неколико дана проучавања језика постали вешти у разговору.
Остао је неожењен до 1978. када се оженио учитељицом у Лос Анђелесу Алис Бурнс; пар је имао сина и ћерку пре него што је брак завршио разводом.
Томасови клијенти били су дипломате, индустријалци и познате личности. Успех школе довео је до обилазака и друге школе у Њујорку, као и низа уџбеника и касета на француском, шпанском, немачком и италијанском језику. У време његове смрти 2005., Томасове касете, ЦД-и и књиге били су водећи метод снимљеног учења језика у Великој Британији.
Године 1997. Томас је учествовао у научном документарном филму телевизије ББЦ, The Language Master, у којем је предавао петодневни курс француског језика групи британских ученика шестог разреда који нису имали претходно искуство са језиком. Током пет дана, осећања ученика према пројекту би се радикално променила са ниског уважавања пре прве сесије на високо самопоуздање до последњег дана.

### Смрт
Томас је умро од срчаног застоја у својој кући у Њујорк 8. јануара 2005. године, у доби од 90 година.

## Метода Мишела Томаса
Мишел Томас је био наставник језика са специфичним приступом настави. Томас је предложио да не постоји ученик са тешкоћама у учењу, већ само наставници са тешкоћама у настави. Према др. Џонатану Солити са Универзитетског колеџа у Лондону, Томас је сматрао да постоје три критичне компоненте наставног окружења:
- "Прва је анализа материјала које треба научити. Ако је анализа тачна, настава ће бити лакша, а касније ће бити осигурано учење ученика."
- "Други је издвајање и структуирање најкориснијих информација за поучавање тако да постоји логичан напредак у вештинама, знањима и концептима. Лакше вештине се уче пре тежих, а корисне информације пре мање корисних информација. У овом контексту корисне информације су дефинисане у смислу њихове општости и шире применљивости. "
- „Трећа компонента окружења за учење је одређивање најбољег начина представљања ученика вештинама, знањима и концептима како би се олакшало учење.“[11]

Метода представља циљни језик испреплићући ново са старим материјалом, поучавајући генерализацију из језичких принципа, контекстуалну разноликост и учећи самоисправљање у окружењу које покушава да буде без стреса, јер је наставник одговоран за учење, а не ученик.
Томас је осећао да ће његова метода "променити свет"; почео је само са језицима јер је осећао да је то нешто најнеобичније што човек може да научи. Солити тврди да метода "има огромне импликације за учење било кога било чему".
Током своје каријере подучавао је дипломате, богаташе или познате особе као што су нпр. Ракел Велч, Барбра Страјсенд, Ема Томпсон, Вуди Ален и Грејс Кели (која је после верења с Ренијеом III од Монака  морала брзо научити француски). Мишел Томас је обећао својим ученицима да научено знање неће заборавити, а ако би се то догодило, нудио би им бесплатан курс у ком би они обновили заборављено знање.